# 과정로
과정로는 부산광역시 수영구 망미동 망미역 교차로와 연제구 거제동 거제 교차로를 잇는 부산광역시의 도로이다. 연제구 토곡사거리를 기준으로 망미역 교차로부터 토곡사거리까지 구간은 남~북으로 이어지며 부산광역시도 제3203호선에 속하고, 토곡사거리부터 거제 교차로까지 구간은 동~서로 이어지며 부산광역시도 제79호선에 속한다.

## 연혁
- 2009년 7월 8일 : 2개 이상 구·군에 걸쳐 있는 도로로 과정로를 고시[1]

## 주요 경유지
부산광역시
- 수영구 - 연제구

## 노선
- 연한 파란색(■): 부산광역시도 제3203호선 구간
- 연한 분홍색(■): 부산광역시도 제79호선 구간

| 이름          | 접속 노선                                                         | 소재지        | 소재지        | 비고          |
| 광남로와 직결 | 광남로와 직결                                                     | 광남로와 직결 | 광남로와 직결 | 광남로와 직결 |
| ------------- | ----------------------------------------------------------------- | ------------- | ------------- | ------------- |
| 망미역 교차로 | 부산광역시도 제32호선 (연수로) 망미번영로                         | 부산광역시    | 수영구        | 기점          |
| (이름 없음)   | 고분로                                                            | 부산광역시    | 연제구        |               |
| 토곡사거리    | 부산광역시도 제79호선 (좌수영로) 부산광역시도 제3203호선 (연안로) | 부산광역시    | 연제구        |               |
| 과정 교차로   | 부산광역시도 제91호선 (반송로) 거제천로                           | 부산광역시    | 연제구        | 종점          |

## 주요 건물 및 시설
- 부산망미동우체국 (부산광역시 수영구 과정로 64)
- 연산8치안센터 (부산광역시 연제구 과정로 227)
- 부산연산1동우체국 (부산광역시 연제구 과정로 319)